# Staatsmeisterschaft von Espírito Santo (Frauenfußball)
Die Staatsmeisterschaft von Espírito Santo für Frauenfußball (portugiesisch Campeonato Capixaba de Futebol Feminino) ist die seit 2010 von der Federação de Futebol do Estado do Espírito Santo (FES) ausgetragene Vereinsmeisterschaft im Frauenfußball des Bundesstaates Espírito Santo in Brasilien.
Über die Staatsmeisterschaft wird die Qualifikation für die Copa do Brasil Feminino und seit 2017 für die brasilianischen Meisterschaft der Frauen entschieden, zuerst für deren zweite Liga (Série A2) und seit 2021 für die dritte Liga (Série A3). Die Meisterschaft der Saison 2018 wurde nach einem sportgerichtlichen Urteil am 13. Februar 2019 entschieden.

## Meisterschaftshistorie

### Ehrentafel der Gewinner
| 0       |                                                      |
| 9 Titel | Vila Nova FC (Vila Velha)                            |
| 3 Titel | Comercial SC (Castelo)                               |
| 1 Titel | Colatina SE (Colatina) Prosperidade FC (Vargem Alta) |

### Chronologie der Meister
| Saison | Meister                                              | Vizemeister                                          | Torschützenkönigin                                   |                     |
| ------ | ---------------------------------------------------- | ---------------------------------------------------- | ---------------------------------------------------- | ------------------- |
| 2010   | Vila Nova FC                                         | Comercial SC                                         | ?                                                    | futebolcapixaba.com |
| 2011   | Colatina SE                                          | Vila Nova FC                                         | ?                                                    | futebolcapixaba.com |
| 2012   | Comercial SC                                         | UNESC                                                | ?                                                    | futebolcapixaba.com |
| 2013   | Comercial SC                                         | Projeto SELC                                         | ?                                                    | futebolcapixaba.com |
| 2014   | Comercial SC                                         | Vila Nova FC                                         | ?                                                    | futebolcapixaba.com |
| 2015   | Vila Nova FC                                         | Projeto SELC                                         | ?                                                    | futebolcapixaba.com |
| 2016   | Vila Nova FC                                         | Comercial SC                                         | ?                                                    | futebolcapixaba.com |
| 2017   | Vila Nova FC                                         | Prosperidade FC                                      | ?                                                    | futebolcapixaba.com |
| 2018   | Vila Nova FC                                         | AE Capixaba                                          | ?                                                    | futebolcapixaba.com |
| 2019   | Vila Nova FC                                         | Prosperidade FC                                      | ?                                                    | futebolcapixaba.com |
| 2020   | Meisterschaft nicht ausgetragen (COVID-19-Pandemie). | Meisterschaft nicht ausgetragen (COVID-19-Pandemie). | Meisterschaft nicht ausgetragen (COVID-19-Pandemie). |                     |
| 2021   | Vila Nova FC                                         | Prosperidade FC                                      | ?                                                    | futebolcapixaba.com |
| 2022   | Vila Nova FC                                         | Prosperidade FC                                      | Luana Tonete (Vila Nova EC, 9)                       | futebolcapixaba.com |
| 2023   | Vila Nova FC                                         | Prosperidade FC                                      | ?                                                    | [ 2 ]               |
| 2024   | Prosperidade FC                                      | Vila Nova FC                                         | ?                                                    | [ 3 ]               |